# Natalia Cordova-Buckley
Natalia Cordova-Buckley (ur. 25 listopada 1982 w Meksyku) – meksykańska aktorka, która wystąpiła m.in. w serialu Agenci T.A.R.C.Z.Y.

## Filmografia

### Filmy
| Rok  | Tytuł               | Rola               | Uwagi |
| ---- | ------------------- | ------------------ | ----- |
| 2010 | Sucedió en un día   | Natalia            |       |
| 2011 | Lluvia de Luna      | Martha             |       |
| 2011 | Ella y el candidato | Andrea             |       |
| 2012 | Ventanas al mar     | Ana                |       |
| 2014 | Yerba Mala          | Bárbara            |       |
| 2015 | McFarland, USA      | Señora Valles      |       |
| 2017 | Coco                | Frida Kahlo (głos) |       |
| 2018 | Niszczycielka       | det. Gavras        |       |

### Telewizja
| Rok     | Tytuł                          | Rola                    | Uwagi                |
| ------- | ------------------------------ | ----------------------- | -------------------- |
| 2008    | Terminales                     | Rita                    | 2 odc.               |
| 2008–09 | Los Simuladores                | Natalia                 | 6 odc.               |
| 2010    | Los Minondo                    | Isabel                  | 10 odc.              |
| 2011    | Bienes raíces                  | Olga                    | 4 odc.               |
| od 2016 | Agenci T.A.R.C.Z.Y.            | Elena 'Yo-Yo' Rodriguez | gł. obsada, 42 odc.  |
| 2016    | Agenci T.A.R.C.Z.Y.: Slingshot | Elena 'Yo-Yo' Rodriguez | gł. rola, miniserial |
| 2017    | Bates Motel                    | Julia Ramos             | 2 odc.               |
| 2021    | Coyote                         | Paloma Zamora           | 3 odc.               |
| 2021    | Mayans M.C.                    | Laura                   | 4 odc.               |